# USS Lafayette (FFG-65)
O USS Lafayette (FFG-65) será o quarto navio da classe Constellation de fragatas de mísseis guiados. Quarto navio da Marinha dos Estados Unidos com este nome, será construído pela Marinette Marine, subsidiária da Fincantieri.

## Nome
Seu nome foi anunciado em 29 de junho de 2023 pelo secretário da Marinha (SECNAV), Carlos Del Toro, quando visitou Paris.
A fragata é nomeada em homenagem a Gilbert du Motier, Marquês de Lafayette, um herói francês da Guerra Revolucionária Americana.

## História
Em maio de 2023, a Marinha dos Estados Unidos concedeu a opção de contrato à Fincantieri Marinette Marine para construir a quarta fragata da classe Constellation.